# King of Kingz
King of Kingz è il primo mixtape di Sean Kingston, uscito nel febbraio 2011.

## Tracce
1. Hood Dreams - (con Soulja Boy)
2. Rewind
3. You Girl - (con Akon)
4. Say Yes - (con Flo-Rida)
5. Twice My Age
6. Hope Is A River - (con B.o.B.)
7. Don't Let Me Go
8. The One - (con Tory Lanez)
9. One Way
10. Forget Bout It
11. Blow Me Away
12. Echo
13. Won't Stop - (con Justin Bieber)